# Iglesia de San Francisco de Asís (Hervartov)
 La Iglesia de San Francisco de Asís es una iglesia católica situada en la localidad eslovaca de Hervartov. 

## Historia
La iglesia fue construida en madera a finales del siglo xv. Las pinturas murales datan del periodo entre 1655 y 1805.  
El 7 de julio de 2008, la iglesia, junto con otros siete monumentos, fue declarada Patrimonio de la Humanidad por la UNESCO bajo el nombre de Iglesias de madera de la parte eslovaca de los Cárpatos.